# 郭辉 (1978年)
郭辉（1978年4月9日—），男，辽宁大连人，中国足球运动员。现效力大连阿尔滨，司职前锋 。

## 生平

### 球员生涯
1989年12月，郭辉以11岁的年龄进入了沈阳部队足球队。1994年入选中国国家少年足球队，随队参加了卡塔尔多哈举办的第六届亚洲少年足球锦标赛。 1994年底，沈阳部队足球队解散，郭辉进入了八一足球俱乐部。后入选唐鹏举带队的中国国家青年足球队参加1996年亞足聯青年錦標賽，随队夺得亚军。
2000年，八一队征战中国足球甲B联赛的赛季里，郭辉初露锋芒 ，与胡云峰搭档组成八一队的进攻线。最终八一队获得当年联赛亚军，升入了2001年中国足球甲A联赛，郭辉也以10个入球名列射手榜并列第2名，成为八一队当之无愧的头号射手。 2003年底，八一队解散，郭辉从部队转业，与臧海利一起加入了辽宁中誉队，身披10号球衣。 2004年辽足与上海申花的比赛中，郭辉上演了个人职业生涯中的首个帽子戏法，并一度引起了国家队教练的关注。2005年，郭辉在一场中超比赛中对裁判判罚不满而辱骂裁判，被足协追加处罚。  效力于辽足的三年里，他一直牢牢占据着主力前锋的位置。
2007年，作为辽足的头号射手，郭辉被俱乐部挂牌，转投北京国安。当时他已30岁，但是俱乐部仍为他挂出了405万元的高价，最终以210万成交。  后来郭辉透露辽足是由于财政问题才将他出售。 转会国安后他的生涯并不顺利，第一个赛季的第18轮他才打破了进球荒。 2008年11月12日中超联赛主场对阵天津康师傅的比赛赛后，双方球员爆发冲突，郭辉与谭望嵩口角，随后发生肢体冲突。事后两人相互指责对方口出恶言。  同时亦有谣传称郭辉因后脑被打造成脑震荡入院。 足协最终认定郭辉没有还手，处罚了谭望嵩。  由于位置重叠、年龄大、伤病困扰，郭辉的出场机会不多，但是他经常打入关键入球，被誉为“绝杀先生”，他还在2009年的亚洲冠军联赛小组赛对阵名古屋鲸八的比赛中打入了一脚世界波。  2009年他随队获得了中超冠军，但他因故未在夺冠庆典上出现，并在赛季后提出转会申请，以教练兼队员的身份加盟中乙新军，家乡球队大连阿尔滨,身披10号球衣 。
2010年，郭辉在乙级联赛中打入11球，成为当年联赛的最佳射手。 2011年，郭辉主要作为球队的替补，帮助球队夺得了中甲冠军，有报道称他是中国足坛第一个拿到国内三个级别联赛冠军的人。但其实这是错误的，在他之前，赵琳已经完成中国三个不同级别联赛冠军的大满贯。2011年12月初，大连阿尔滨经理李明透露，郭辉已经退役，但将继续留在俱乐部工作。

## 联赛出场纪录
最後更新：2011年11月7日    
| 赛季 | 俱乐部     | 國家 | 出场 | 入球 |
| ---- | ---------- | ---- | ---- | ---- |
| 1996 | 八一足球队 | 中国 | 5    | 1    |
| 1997 | 八一足球队 | 中国 | 4    | 0    |
| 1998 | 八一足球队 | 中国 | 2    | 0    |
| 1999 | 八一金穗   | 中国 | 22   | 5    |
| 2000 | 八一振邦   | 中国 | 20   | 10   |
| 2001 | 八一振邦   | 中国 | 22   | 6    |
| 2002 | 八一振邦   | 中国 | 24   | 6    |
| 2003 | 八一湘潭   | 中国 | 21   | 1    |
| 2004 | 辽宁中誉   | 中国 | 17   | 8    |
| 2005 | 辽宁中誉   | 中国 | 19   | 3    |
| 2006 | 辽宁中誉   | 中国 | 23   | 7    |
| 2007 | 北京国安   | 中国 | 21   | 8    |
| 2008 | 北京国安   | 中国 | 22   | 5    |
| 2009 | 北京国安   | 中国 | 3    | 0    |
| 2010 | 大连阿尔滨 | 中国 | 17   | 11   |
| 2011 | 大连阿尔滨 | 中国 | 9    | 3    |